# Pelekium versicolor
Pelekium versicolor är en bladmossart som beskrevs av Andries Touw 2001. Pelekium versicolor ingår i släktet Pelekium och familjen Thuidiaceae. Inga underarter finns listade i Catalogue of Life.